# Дачное (Судак)
Да́чное (до 1945 года Таракта́ш, ранее Малый Таракта́ш; укр. Дачне, крымскотат. Taraq Taş, Таракъ Таш) — село на юго-востоке Крыма. Входит в Городской округ Судак Республики Крым (согласно административно-территориальному делению Украины — центр Дачновского сельсовета Судакского горсовета Автономной Республики Крым).

## Население
| 2001 | 2014  |
| ---- | ----- |
| 2454 | ↗2628 |

Всеукраинская перепись 2001 года показала следующее распределение по носителям языка
| Язык             | Процент |
| ---------------- | ------- |
| русский          | 67,32   |
| крымскотатарский | 24,86   |
| украинский       | 5,54    |
| другие           | 0,36    |

### Динамика численности
| - 1805 год — 223 чел. - 1864 год — 775 чел. - 1889 год — 2324 чел. - 1892 год — 1140 чел. - 1902 год — 1275 чел. - 1915 год — 1762/131 чел. | - 1926 год — 1149 чел. - 1939 год — 1251 чел. - 1974 год — 523 чел. - 1989 год — 1903 чел. - 2001 год — 1149 чел. - 2014 год — 2628 чел. |

## Современное состояние
На 2018 год в Дачном числится 12 улиц, 2 переулка, территория и местность кордон Аджубей и 2 квартала Бакаташ; на 2009 год, по данным сельсовета, село занимало площадь 133,6 гектара на которой, в более чем 1,3 тысячи дворов, проживало около 2,6 тысяч человек. В селе действуют средняя общеобразовательная школа, амбулатория общей практики семейной медицины, отделение Почты России, мечеть постройки XVIII века «Аджи-Бей Джами».

## География
Расположено в центре территории округа, в долине небольшой реки Суук-Су юго-восточного склона Главной гряды Крымских гор, высота центра села над уровнем моря 69 м. Расстояние до Судака около 5 километров (по шоссе), ближайшая железнодорожная станция — Феодосия — примерно в 54 километрах. Соседний населённый пункт — Лесное в 5,5 км на северо-запад (по шоссе около 9 км). Транспортное сообщение осуществляется по региональной автодороге 35К-006 Судак — Грушевка (по украинской классификации — P-35).

## Название
Крымскотатарское название селения (крымскотат. Taraq Taş, Таракъ Таш) переводится как таракъ — «гребень» таш — «камень» — по названию характерной одноимённой горы у села. В генуэзских документах селение фигурирует как итал. casale Tarataxii, что должно читаться как Таратазы. Есть версия, что греческое (второе) название было Despitra (Деспитра) от корня «pitra-petra» (с греческого петра (греч. πέτρα) — камень). В османских дефтерах 1520 и 1542 годов селение предположительно идентифицируется под названием Ташлу, Ташлуджа (крымскотат. Taşlu, Taşluca), что дословно переводится как «каменистый», «каменистое место» или «место с камнями» (разделение на Большой и Малый Таракташ произошло до присоединения Крыма к России).

## История
Судя по имеющимся историческим документам, во время Русско-турецкой войны 1768—1774 года в пригороде Судакской крепости расположились российские войска, а население было выселено в низинную часть Таракташа — есть мнение, что именно так образовался Кучук-Таракташ.

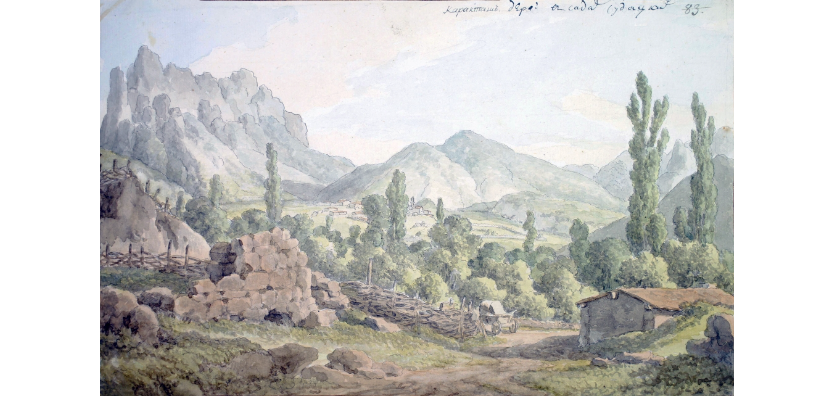
М. М. Иванов. Каракташ близ Судака. 1783 г

После присоединения Крыма к России (8) 19 апреля 1783 года, (8) 19 февраля 1784 года, именным указом Екатерины II сенату, на территории бывшего Крымского Ханства была образована Таврическая область и деревня была приписана к Левкопольскому, а после ликвидации в 1787 году Левкопольского — к Феодосийскому уезду Таврической области. С началом Русско-турецкой войной 1787—1791 годов, в феврале 1788 года производилось выселение крымских татар из прибрежных селений во внутренние районы полуострова, в том числе и из Таракташа. В конце войны, 14 августа 1791 года всем было разрешено вернуться на место прежнего жительства. После Павловских реформ, с 1796 по 1802 год, входила в Акмечетский уезд Новороссийской губернии. По новому административному делению, после создания 8 (20) октября 1802 года Таврической губернии, Таракташ был включён в состав Кокташской волости Феодосийского уезда.
По Ведомости о числе селений, названиях оных, в них дворов… состоящих в Феодосийском уезде от 14 октября 1805 года, учтена одна деревня Таракташ, в коей числилось 43 двора и 223 жителя, исключительно крымских татар, также и на военно-топографической карте генерал-майора Мухина 1817 года обозначена одна деревня Таракташ с 77 дворами . После реформы волостного деления 1829 года Таракташ, согласно «Ведомости о казённых волостях Таврической губернии 1829 года» остался в составе Кокташской волости. На карте 1836 года в обозначенном отдельно Кучук Таракташе 43 двора, как и на карте 1842 года. Согласно Военно-статистическому обозрению Российской Империи 1849 года Таракташ относился к крупнейшим деревням Феодосийского уезда с населением 607 человек.
В 1860-х годах, после земской реформы Александра II, деревню определили центром Таракташской волости. Согласно «Списку населённых мест Таврической губернии по сведениям 1864 года», составленному по результатам VIII ревизии 1864 года, Таракташ нижний (или Кучук-Таракташ) — казённая татарская деревня с 80 дворами и 775 жителями при речке Таракташ. По обследованиям профессора А. Н. Козловского начала 1860-х годов, в селении «пользуются колодезной водой. Колодцев 21, глубиной 4—7 саженей; из них 16 с пресной водой, а 5 с солоноватой.» В летнее воды бывает очень мало. На трёхверстовой карте Шуберта 1865—1876 года опять один Таракташ со 118 дворами. В путеводителе Сосногоровой 1871 года отмечалось, что деревня очень богата, окружена садами и виноградниками. В «Памятной книге Таврической губернии 1889 года» по результатам Х ревизии 1887 года также числится один Таракташ с 483 дворами и 2324 жителями. А на верстовке Крыма 1889 года в Кучук-Таракташе — 197 дворов с татарским населением.
После земской реформы 1890-х годов деревня осталась в составе преобразованной Таракташской волости. По «…Памятной книжке Таврической губернии на 1892 год» в Малом Таракташе, составлявшем Мало-Таракташское сельское общество, числилось 1140 жителей в 227 домохозяйствах, а на верстовке Крыма 1889 года в Кучук-Таракташе 197 дворов с татарским населением. Всероссийская перепись 1897 года зафиксировала в деревне 1 380 жителе6й, из которых 1371 мусульманин (крымские татары). По «…Памятной книжке Таврической губернии на 1902 год» в деревне Малый Таракташ, входившей в Мало-Таракташское сельское общество, числилось 1275 жителей в 250 домохозяйствах. По Статистическому справочнику Таврической губернии. Ч.II-я. Статистический очерк, выпуск пятый Феодосийский уезд, 1915 год, в деревне Таракташ Малый Таракташской волости Феодосийского уезда числилось 405 дворов (331 двор с землёй, 74 — безземельные) с татарским населением в количестве 1762 человек приписных жителей и 131 «посторонних», из которых 984 мужчин и 929 женщин. Жители владели 200 десятинами удобной земли. В хозяйствах имелось 170 лошадей, 12 волов, 150 коров и 500 голов овец, свиней, или коз.
После установления в Крыму Советской власти, по постановлению Крымревкома от 8 января 1921 года была упразднена волостная система и село включили в состав вновь созданного Судакского района Феодосийского уезда,, а в 1922 году уезды получили название округов. 11 октября 1923 года, согласно постановлению ВЦИК, в административное деление Крымской АССР были внесены изменения, в результате которых округа ликвидировались и Судакский район стал самостоятельной административной единицей. Согласно Списку населённых пунктов Крымской АССР по Всесоюзной переписи 17 декабря 1926 года, в селе Таракташ Малый, центре Таракташского сельсовета Судакского района, числился 301 двор, из них 299 крестьянских, население составляло 1149 человек, из них 1130 татар, 8 украинцев, 4 русских, 7 записаны в графе «прочие», действовала татарская школа. По данным всесоюзная перепись населения 1939 года в селе проживало 1251 человек.
В 1944 году, после освобождения Крыма от фашистов, согласно постановлению ГКО № 5859 от 11 мая 1944 года, 18 мая крымские татары были депортированы в Среднюю Азию; на май того года подлежало выселению 1135 человек крымских татар; было принято на учёт 237 домов спецпереселенцев. 12 августа 1944 года было принято постановление № ГОКО-6372с «О переселении колхозников в районы Крыма» и в сентябре 1944 года в район приехали первые новоселы (2469 семей) из Ставропольского и Краснодарского краёв, а в начале 1950-х годов последовала вторая волна переселенцев из различных областей Украины. Указом Президиума Верховного Совета РСФСР от 21 августа 1945 года Таракташ был переименован в Дачное и Таракташский сельсовет — в Дачновский. С 25 июня 1946 года Дачное в составе Крымской области РСФСР, а 26 апреля 1954 года Крымская область была передана из состава РСФСР в состав УССР. Указом Президиума Верховного Совета УССР «Об укрупнении сельских районов Крымской области», от 30 декабря 1962 года Судакский район был упразднён и село включили в состав Алуштинского района. 1 января 1965 года, указом Президиума ВС УССР «О внесении изменений в административное районирование УССР — по Крымской области» Дачное предано в состав Феодосийского горсовета. В период с 1 января по 1 июня 1977 года село Дачное объединили с Каменкой с названием Дачное. На 1974 год в Дачном числилось 523 жителя. В 1979 году был воссоздан Судакский район и село передали в его состав. По данным переписи 1989 года в селе проживало 1903 человек. С 12 февраля 1991 года село в восстановленной Крымской АССР. Постановлением Верховного Совета Автономной Республики Крым от 9 июля 1991 года Судакский район был ликвидирован, создан Судакский горсовет, которому переподчинили село. 26 февраля 1992 года Крымская АССР переименована в Автономную Республику Крым. С 21 марта 2014 года в составе Крыма аннексировано Россией, с 5 июня 2014 года в Городском округе Судак.

### Мечеть Аджи-Бей
Мечеть Аджи-Бей (или Аджи-Бей Джами), памятник градостроительства и архитектуры регионального значения с 1992 года, находится в центре села, нынешнее здание возведено в конце XVIII века. Вероятно оно было построено на месте упоминаемой в 1666 году Эвлией Челеби мечети Хаджи-бая. Мечеть закрыли в 1930-х годах, в 1939 году был снесён минарет. После Великой Отечественной войны в здании было общежитие, позже оно стояло пустым и заброшенным. В настоящее время мечеть реставрируется, восстановлен минарет, ведутся богослужения.